# Transsibirien-Highway

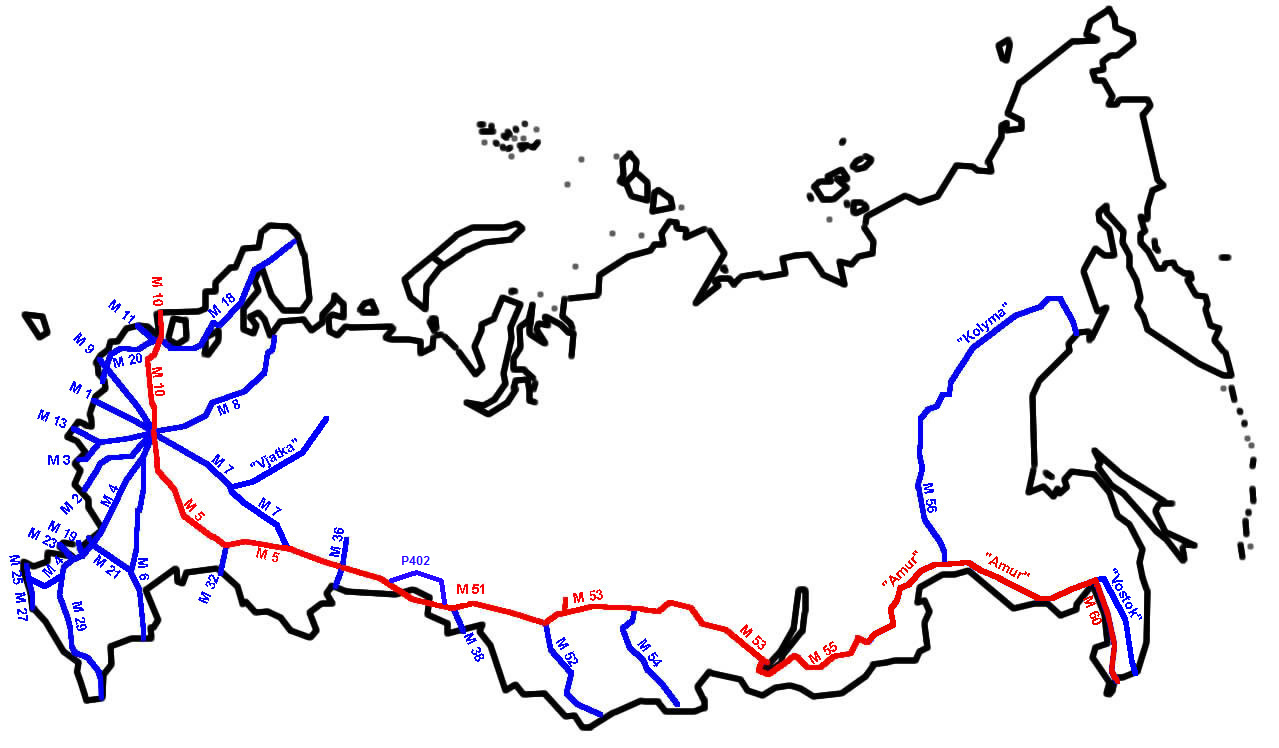
Transsibirien-Highway

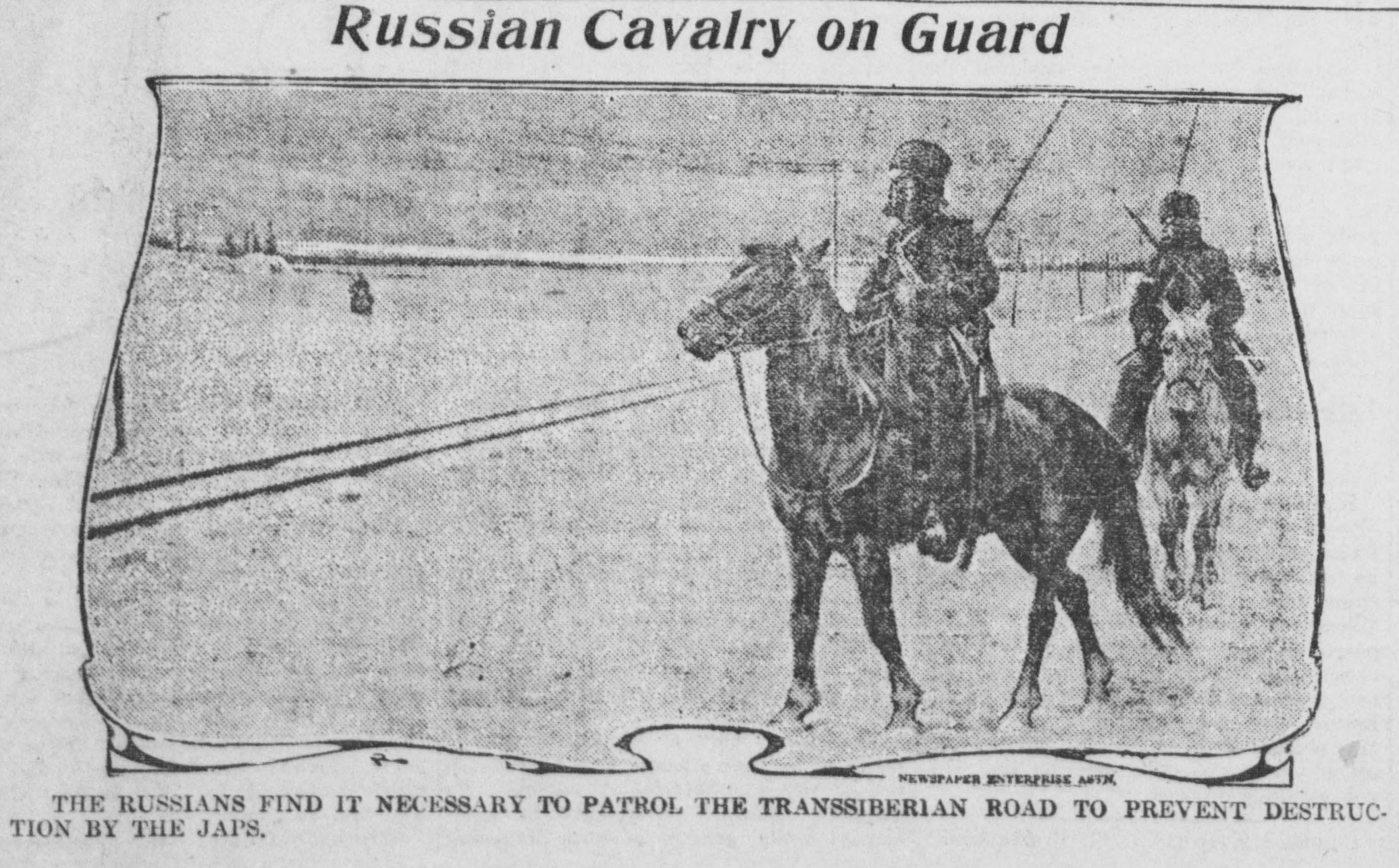
Russische Kavallerie beschützt die Transsibirische Straße vor Zerstörung durch die Japaner

Transsibirien-Highway ist der nicht-offizielle Straßenname für eine 9962 km lange transkontinentale Fernstraße in Russland zwischen St. Petersburg und Wladiwostok. 

## Allgemeines
Der Transsibirien-Highway gehört zu den längsten Fernstraßen der Welt. Er verbindet die Ostsee mit dem Japanischen Meer. Der Transsibirien-Highway bzw. seine Teilstrecken sind ein wichtiger Transportweg für den Personen- und Gütertransport in Russland. Ein Teil des Highways folgt parallel der Strecke der Transsibirischen Eisenbahn. Er wird in Russland nicht so bezeichnet, so dass der Fahrer die offiziellen Straßenschilder der Teilstrecken beachten muss. 

## Geschichte
Der frühere Generalgouverneur Sibiriens, Michail Michailowitsch Speranski, bereiste im März 1819 die „sibirische Route“ zwischen St. Petersburg und Irkutsk, die spätestens seit dem 18. Jahrhundert existierte. Im Winter legten die Eilboten die Strecke von etwa 6000 Werst (6400 km) in 25 Tagen zurück. Im 1876 veröffentlichten Roman Der Kurier des Zaren von Jules Verne wird die Reise des Kuriers Michael Strogoff auf dieser Sibirien-Route geschildert.
Im Februar 1904 hielten es die Russen für erforderlich, die transsibirische Straße vor der Zerstörung durch die Japaner zu schützen. Die Ausbauarbeiten am Transsibirien-Highway begannen 1981. Die St. Petersburg Times berichtete hierzu: „Bis 2004 war der Transsibirien-Highway noch nicht komplettiert, weil eine Bauzeitverzögerung beim Amur-Highway eingetreten war.“ Präsident Wladimir Putin befuhr diesen Teilabschnitt medienwirksam im August 2010 mit einem Lada Kalina. Im August 2015 war die Gesamtstrecke vollständig asphaltiert. 

## Teilstrecken
Der Transsibirien-Highway setzt sich aus mehreren Fernstraßen zusammen. Dies sind (von West nach Ost) M10, M5, R254, R255 (gleichzeitig AH6), R258 (gleichzeitig AH6), R297 und A370. 

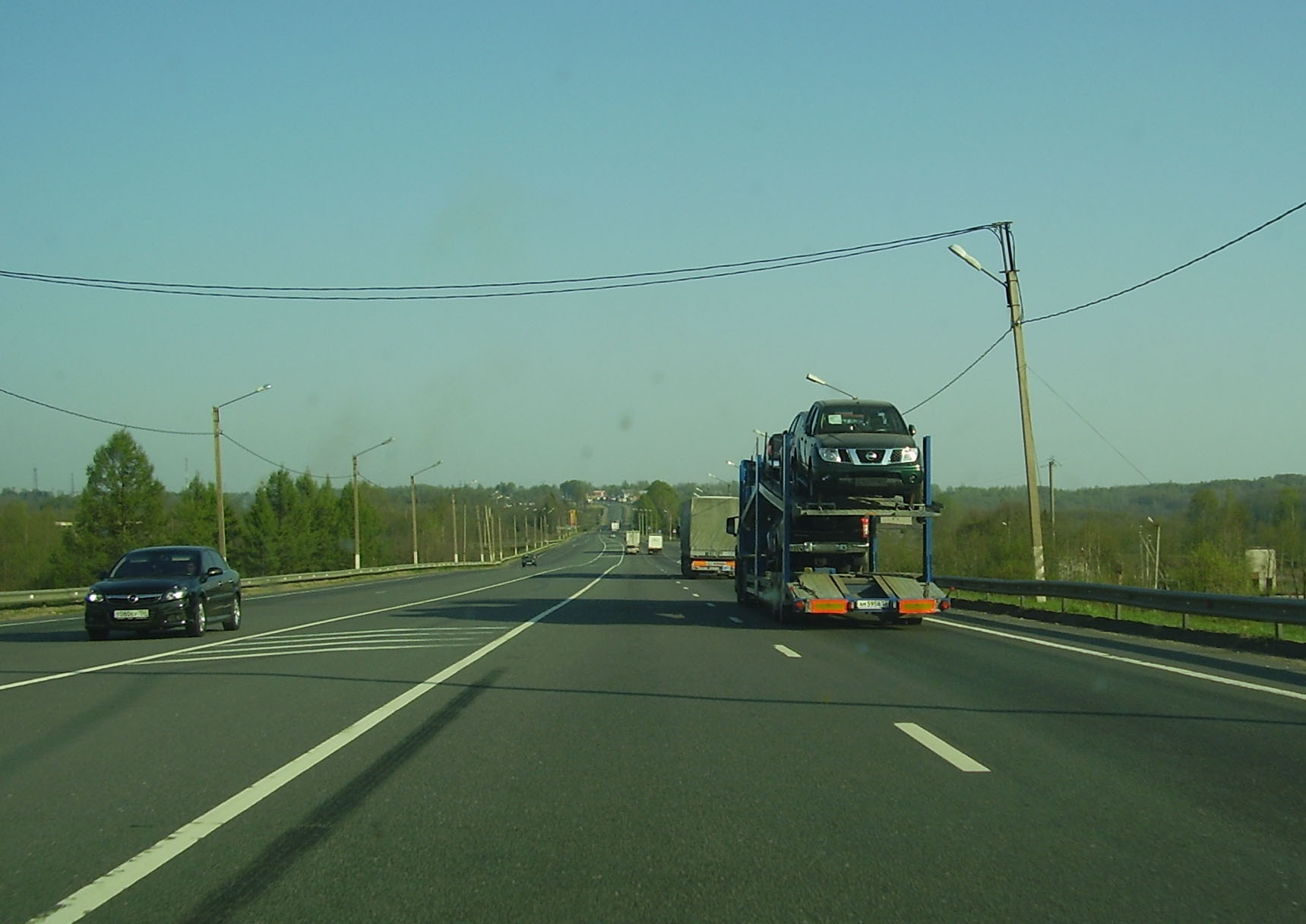
M10 – bei Nowgorod
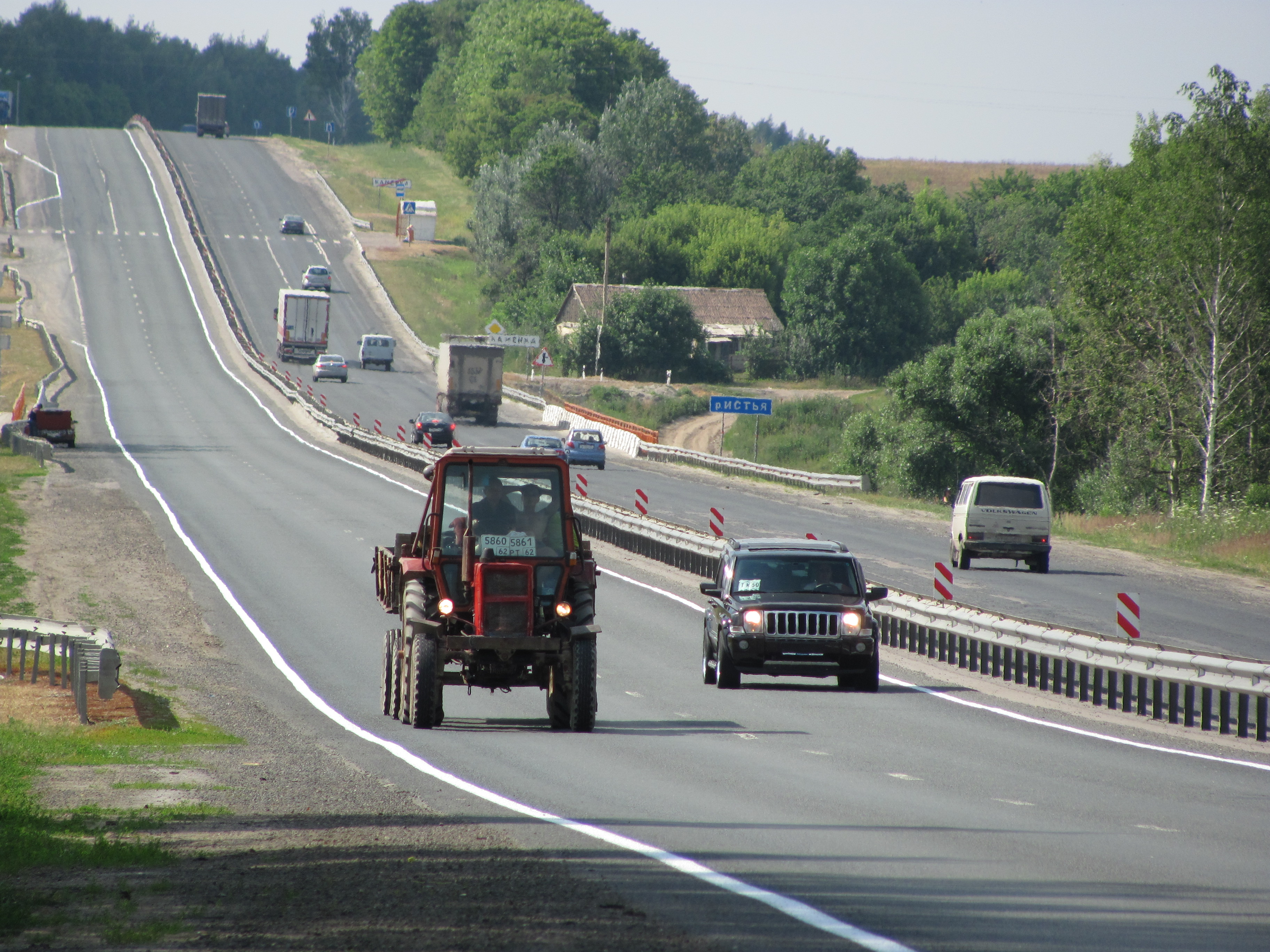
M5 – Dorf Kamenka nahe Spassk-Rjasanski
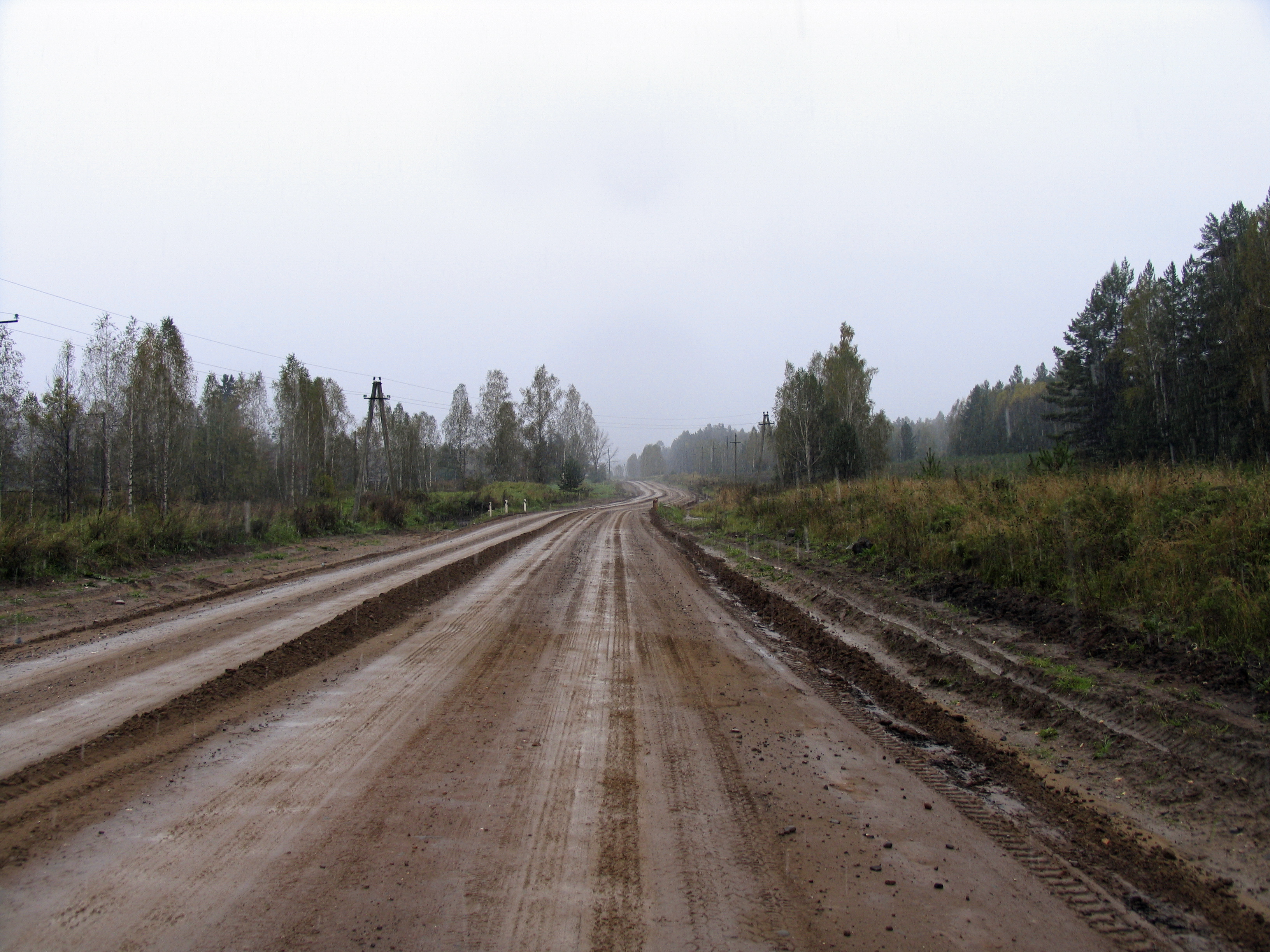
R255 – bei Taischet (September 2005)
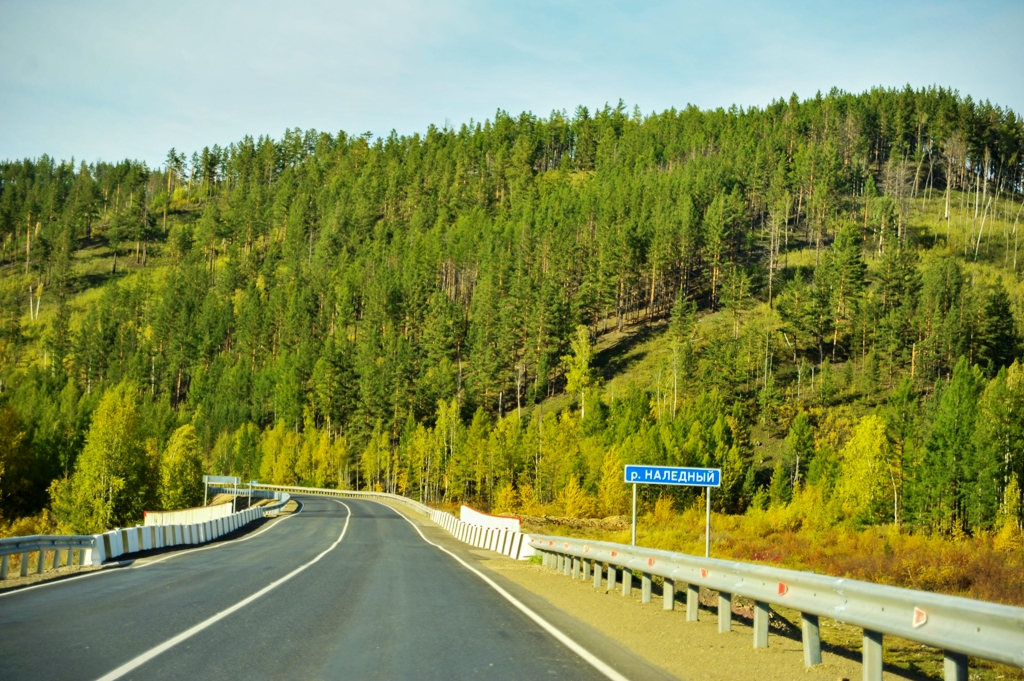
R258 – Baikalroute (Oblast Irkutsk)
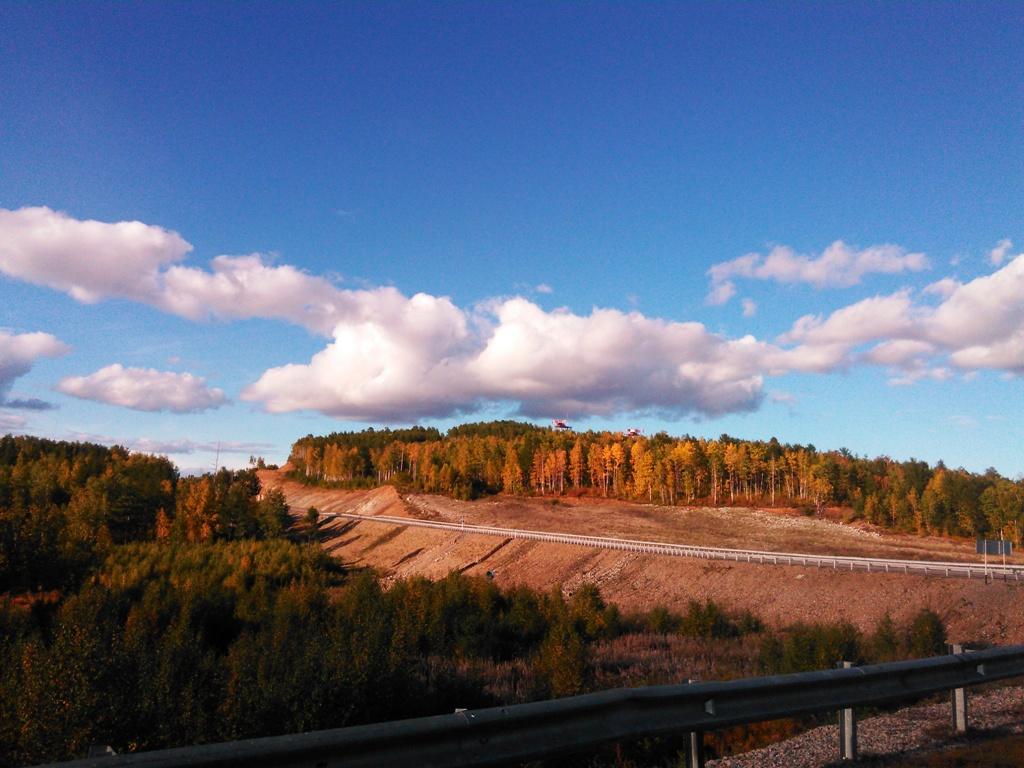
R297 – Amur-Highway im September 2015
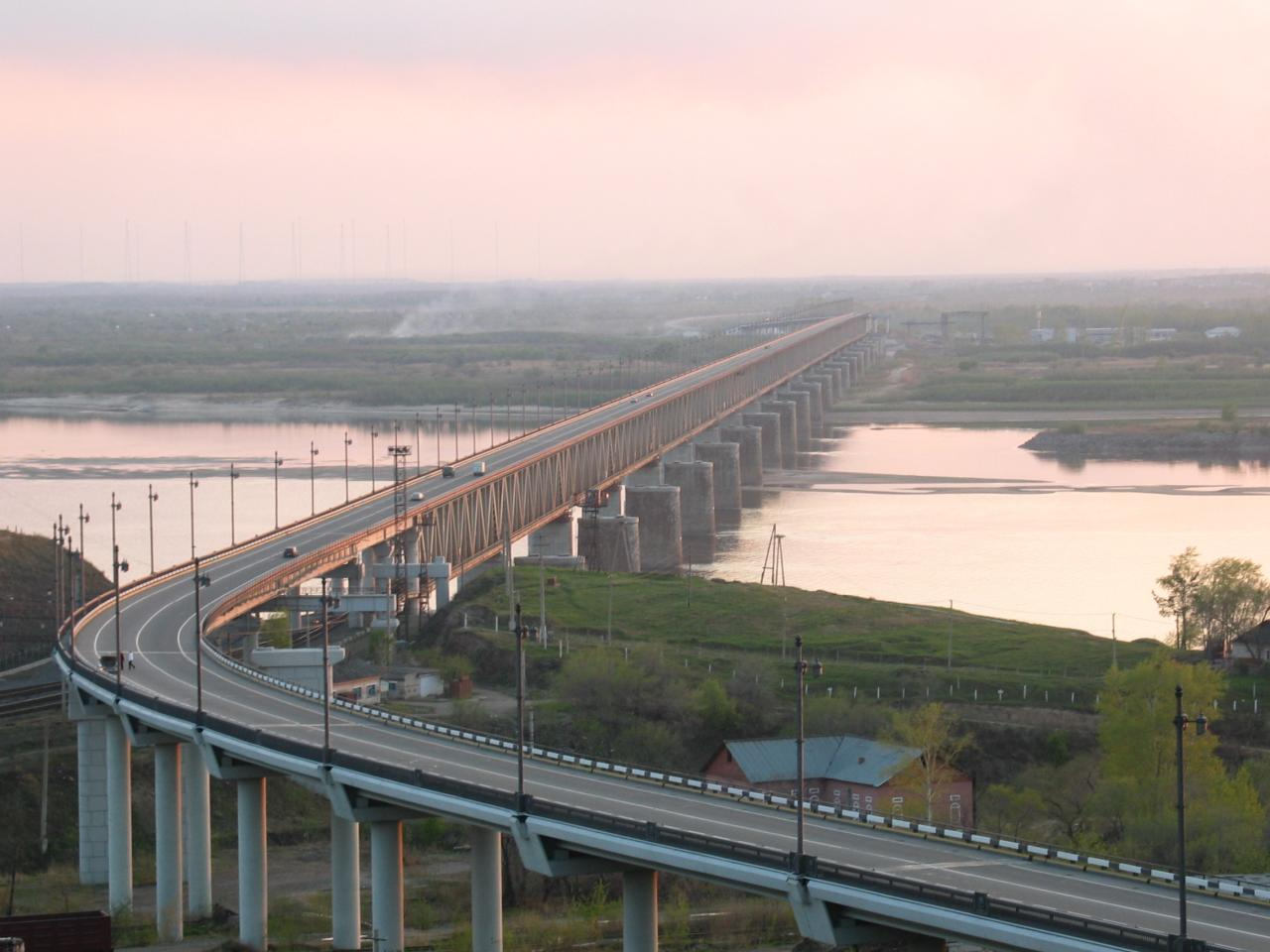
R297 – Brücke über den Amur bei Chabarowsk
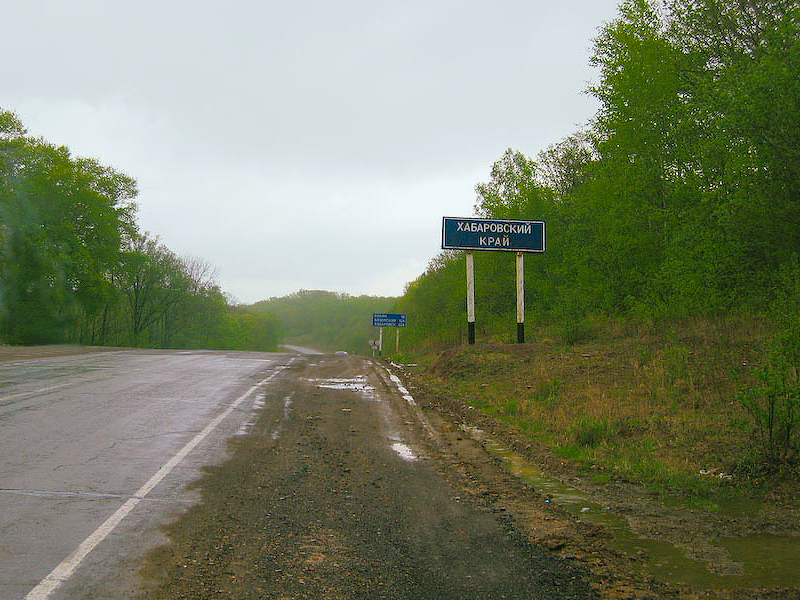
A370 – bei Bikin

| Straßenname | von – bis                    | Wegstrecke |
| ----------- | ---------------------------- | ---------- |
| M10         | St. Petersburg – Moskau      | 0706 km    |
| M5          | Moskau – Tscheljabinsk       | 1855 km    |
| R254        | Tscheljabinsk – Nowosibirsk  | 1532 km    |
| R255        | Nowosibirsk – Irkutsk        | 1831 km    |
| R258        | Irkutsk – Tschita            | 1113 km    |
| R297        | Tschita – Chabarowsk         | 2165 km    |
| A370        | Chabarowsk – Wladiwostok     | 0760 km    |
| Gesamtlänge | St. Petersburg – Wladiwostok | 9962 km    |

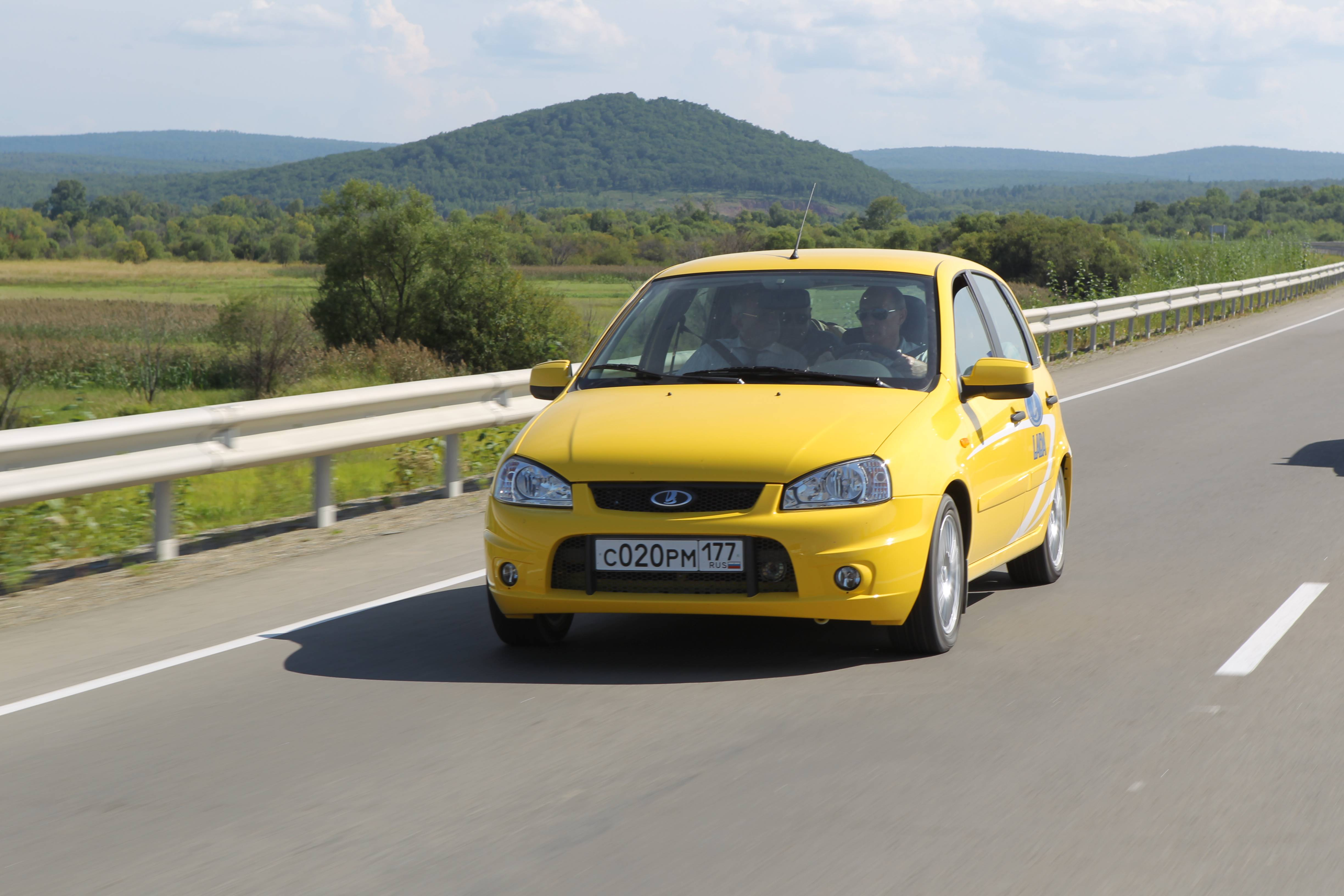
Präsident Wladimir Putin mit einem Lada Kalina auf dem Amur-Highway

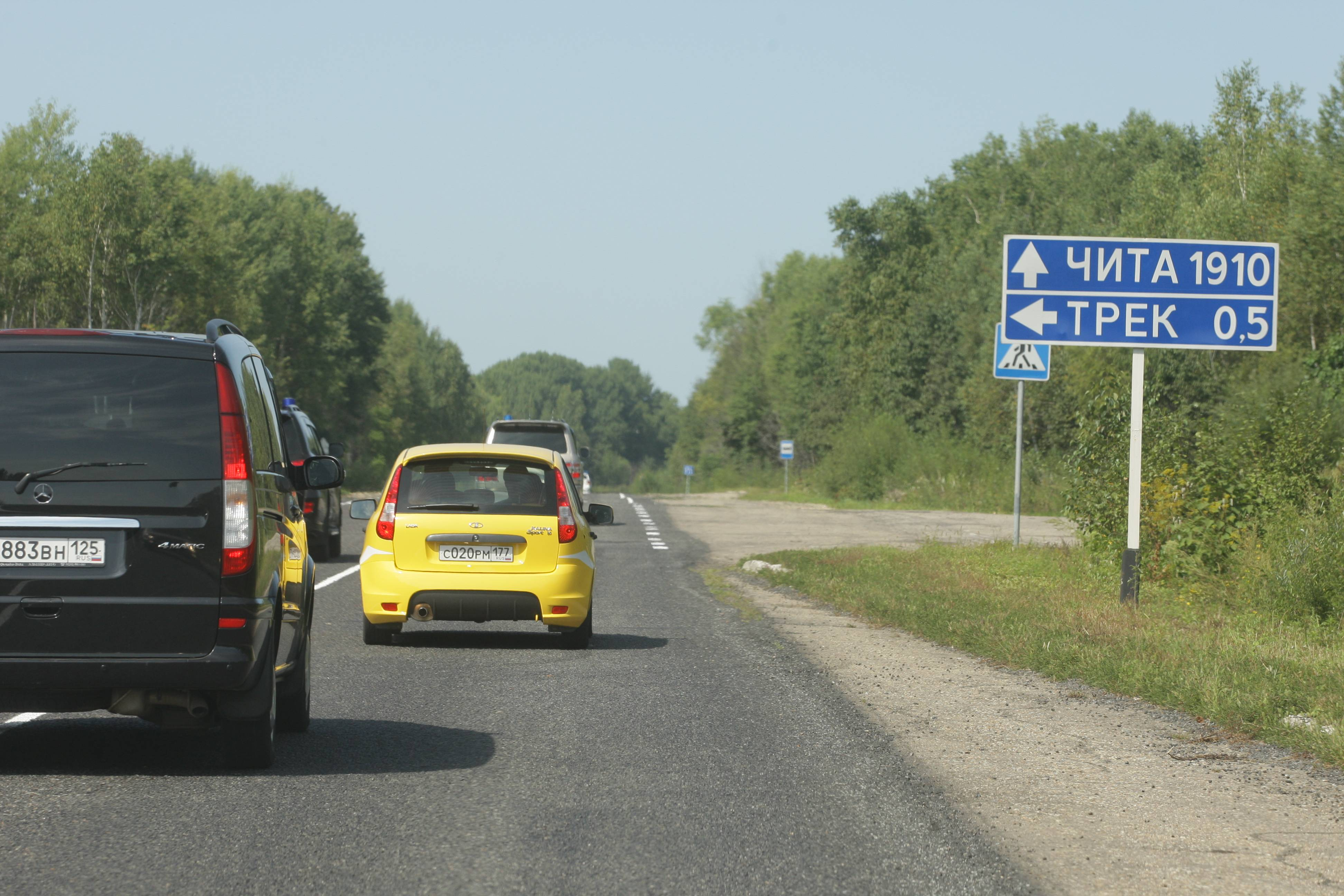
Putin auf dem Amur-Highway; das Schild in der Nähe von Trek (TPEK) zeigt das 1910 km entfernte Tschita

Der Amur-Highway (R297) ist mit 2165 km das längste Teilstück des Transsibirien-Highways. Der Transsibirien-Highway bzw. seine Teilstrecken sind ein wichtiger Transportweg für den Personen- und Gütertransport in Russland. Ein Teil des Highways folgt parallel der Strecke der Transsibirischen Eisenbahn.